# (34718) Cantagalli
(34718) Cantagalli – planetoida należąca do zewnętrznej części pasa głównego asteroid okrążająca Słońce w ciągu 5 lat i 283 dni w średniej odległości 3,22 j.a. Została odkryta 14 sierpnia 2001 roku w San Marcello Pistoiese przez Luciano Tesiego i Andrea Boattiniego. Nazwa planetoidy pochodzi od Micheli Cantagalli (ur. 1965), pasierbicy Luciano Tesiego. Przed nadaniem nazwy planetoida nosiła oznaczenie tymczasowe (34718) 2001 PR28.